# Марта Форсайт
Марта Форсайт (на английски: Martha Forsyth) е американска фолклористка, изследователка на българския фолклор.

## Биография
Родена е през 1940 г. в Дейтън, Охайо, САЩ. Живее в Нютон, Масачузетс. През 1962 г. завършва Женския колеж „Радклиф“ при Харвардския университет, а през 1964 г. получава магистърска степен по славянски езици и литератури от Калифорнийския университет в Лос Анджелис. След това преподава руски език в Масачузетския технологичен институт, преди да се занимава с български фолклор. Посещава над шестнадесет пъти България, няколко пъти като стипендиантка на фондация IREX (1980 – 1981), на Фулбрайт (1988) и други организации, събира и записва традиционни народни песни в различни населени места. Транскрибира и превежда текстове на български народни песни, изнася лекции, работи със състави за българска народна музика и популяризира българския фолклор сред широка аудитория. Тя е един от основателите на Бостънския ансамбъл за български народни песни „Здравец“.
Събира изключително богат архив от записи и двеста 90-минутни касети с повече от 4000 автентични народни песни от Югозападна България, записани от нея в периода 1978 – 1983. Този архив тя дарява на Archive of Folk Culture, American Folklife Center при Библиотеката на Конгреса във Вашингтон, САЩ.
През 1996 Университетско издателство „Св. Климент Охридски“ издава нейната книга Слушай, щерко, и добре запомни . . . (Listen, Daughter, and Remember Well . . . ). Книгата е двуезична, представлява живота и песните на Линка Гекова Гергова, от с. Бистрица (София), България.
Майстор е на традиционното украшение, направено от мъниста, което изучава в Сърница, в Западните Родопи. Съоснователка е на инициативата „Beads Without End“ с изящни образци на накити. Майстор е на колани в традиционен български стил. Участва в ансамбли за български народни танци.
От 1982 до 2014 г. е секретар/касиер на Международната асоциация за българистика на Северна Америка. Наградена е с грамотата „За заслуги към българистиката“ от Управителния съвет на БАН през 2010 г. за принос в изследване на българския фолклор и значителни заслуги към българистиката като секретар на Асоциацията за българистика в САЩ.
Марта Форсайт почина през септември 2023 г.